# İncesu (Keçiborlu)
İncesu ist eine türkische Gemeinde im Landkreis Keçiborlu der Provinz Isparta. Sie hat 1.640 Einwohner (Zensus von 2000) und liegt etwa 190 Kilometer nördlich von Antalya.
Die Gemeinde ist landwirtschaftlich geprägt. Es existieren Kooperativen und kleinere Handwerksbetriebe. İncesu verfügt über eine Anbindung an das zentrale Eisenbahnnetz sowie an die Hauptverkehrsstraße Antalya – Istanbul/Ankara.
Rund 200 Einwohner İncesus emigrierten ins westeuropäische Ausland, größtenteils nach Deutschland. Diese haben sich 1995 im Bildungs- und Solidaritätswerk İncesu (BISI) zusammengeschlossen.